# Tomas Nydahl
Tomas Nydahl (Linköping, 21 marzo 1968) è un ex tennista svedese.

## Carriera
Ottenne il suo best ranking in singolare il 4 maggio 1998 con la 72ª posizione, mentre nel doppio divenne il 18 dicembre 1989, il 103º del ranking ATP.
In carriera, pur raggiungendo in doppio, in tre occasioni la finale di tornei ATP, non riuscì mai a conquistarne la vittoria finale. La prima occasione in cui ciò avvenne fu nel 1989, nell'ATP Bologna Outdoor, in coppia con il connazionale Jörgen Windahl dove fu sconfitto in due set dalla coppia composta dagli spagnoli Sergio Casal e Javier Sánchez. Nei tornei del grande slam non riuscì mai a superare il secondo turno raggiunto nell'Australian Open 1994 e nel Torneo di Wimbledon 1998.
Vinse, inoltre, in carriera, sette tornei del circuito ATP Challenger Tour in singolare e sei in doppio.

## Statistiche

### Tornei ATP

#### Doppio

##### Sconfitte in finale (3)
| Legenda singolare           |
| Grande Slam (0)             |
| ATP World Tour Finals (0)   |
| ATP Super 9 (0)             |
| ATP Championship Series (0) |
| ATP World Series (3)        |

| N. | Data            | Torneo                       | Superficie    | Compagno            | Avversari in finale         | Punteggio     |
| 1. | 12 giugno 1989  | ATP Bologna Outdoor, Bologna | Terra rossa   | Jörgen Windahl      | Sergio Casal Javier Sánchez | 2-6, 3-6      |
| 2. | 5 luglio 1993   | Swedish Open, Båstad         | Terra rossa   | Brian Devening      | Henrik Holm Anders Järryd   | 1-6, 6-3, 3-6 |
| 3. | 27 gennaio 1997 | Shanghai Open, Shanghai      | Sintetico (i) | Stefano Pescosolido | Maks Mirny Kevin Ullyett    | 6-7, 7-6, 5-7 |

### Tornei minori

#### Singolare

##### Vittorie (7)
| Legenda tornei minori |
| Challenger (7)        |
| Futures (0)           |

| N. | Data             | Torneo                                     | Superficie    | Avversario in finale | Punteggio     |
| 1. | 15 febbraio 1993 | Emden Challenger, Emden                    | Sintetico (i) | David Engel          | 7-6, 4-6, 6-3 |
| 2. | 30 ottobre 1995  | Ahmedabad Challenger, Ahmedabad            | Terra rossa   | Eyal Ran             | 6-4, 6-0      |
| 3. | 10 giugno 1996   | Weiden Challenger, Weiden in der Oberpfalz | Terra rossa   | Tommy Haas           | 6-2, 3-6, 7-6 |
| 4. | 16 giugno 1997   | Eisenach Challenger, Eisenach              | Terra rossa   | Davide Sanguinetti   | 6-3, 6-1      |
| 5. | 6 ottobre 1997   | Lima Challenger, Lima                      | Terra rossa   | Oliver Gross         | 4-6, 6-0, 6-4 |
| 6. | 13 ottobre 1997  | Challenger Ciudad de Guayaquil, Guayaquil  | Terra rossa   | Mariano Zabaleta     | 6-0, 6-3      |
| 7. | 7 settembre 1998 | Edinburgh Challenger, Edimburgo            | Terra verde   | Jan Frode Andersen   | 6-4, 6-1      |

#### Doppio

##### Vittorie (6)
| Legenda tornei minori |
| Challenger (6)        |
| Futures (0)           |

| N. | Data              | Torneo                                    | Superficie    | Compagno          | Avversari in finale              | Punteggio     |
| 1. | 20 novembre 1989  | Munich Challenger, Monaco di Baviera      | Sintetico (i) | Peter Nyborg      | Jaroslav Bulant Gianluca Pozzi   | 6-2, 1-6, 7-6 |
| 2. | 16 settembre 1991 | Bucarest Challenger, Bucarest             | Terra rossa   | Lars Koslowski    | George Cosac Florin Segărceanu   | 6-3, 2-6, 6-3 |
| 3. | 29 giugno 1992    | Copa Sevilla, Siviglia                    | Terra gialla  | Christer Allgårdh | Sergio Cortés César Kist         | 6-3, 6-2      |
| 4. | 29 agosto 1994    | Merano Challenger, Merano                 | Terra rossa   | Simon Youl        | Emanuel Couto João Cunha e Silva | 6-4, 4-6, 6-4 |
| 5. | 2 ottobre 1995    | Siracusa Challenger, Siracusa             | Terra rossa   | Magnus Norman     | Todd Larkham Tom Vanhoudt        | 6-3, 6-4      |
| 6. | 13 ottobre 1997   | Challenger Ciudad de Guayaquil, Guayaquil | Terra rossa   | Gábor Köves       | Diego del Río Mariano Puerta     | 2-6, 6-3, 7-6 |